# Мерфи Браун
«Мерфи Браун» (англ. Murphy Brown) — американский ситком, созданный Дайан Инглиш, премьера которого состоялась на телеканале CBS 14 ноября 1988 года. В центре сюжета находится известная журналистка и ведущая новостей Мерфи Браун, роль которой исполняет Кэндис Берген.
Концепция сериала получила множество благоприятных отзывов от критиков, которые сравнивали его с «Шоу Мэри Тайлер Мур». Берген выиграла пять премий «Эмми» в категории «Лучшая актриса в комедийном сериале», тем самым разделив рекорд по количеству побед с Мэри Тайлер Мур. Кроме того сериал дважды удостаивался «Эмми» в категории «Лучший комедийный сериал»: в 1990 и 1992 годах. В общей сложности сериал выиграл 17 премий «Эмми», три премии «Золотой глобус» и получил ещё более ста различных наград и номинаций.
В январе 2018 года было объявлено, что CBS заказал новый сезон сериала. Премьера возрождённого сериала состоялась 27 сентября 2018 года. 10 мая 2019 года, после   всего одного сезона в эфире, CBS закрыл сериал.

## Рейтинги
| Сезон | Премьера         | Финал           | Эпизоды | Годовой рейтинг | Зрители (в миллионах) |
| ----- | ---------------- | --------------- | ------- | --------------- | --------------------- |
| 1     | 14 ноября 1988   | 22 мая 1989     | 22      | #34             | 14.6                  |
| 2     | 18 сентября 1989 | 21 мая 1990     | 27      | #27             | 13.5                  |
| 3     | 17 сентября 1990 | 20 мая 1991     | 26      | #6              | 16.9                  |
| 4     | 16 сентября 1991 | 18 мая 1992     | 26      | #3              | 18.6                  |
| 5     | 21 сентября 1992 | 17 мая 1993     | 25      | #4              | 17.9                  |
| 6     | 20 сентября 1993 | 16 мая 1994     | 25      | #9              | 16.3                  |
| 7     | 19 сентября 1994 | 22 мая 1995     | 26      | #16             | 14.1                  |
| 8     | 18 сентября 1995 | 20 мая 1996     | 24      | #20             | 12.3                  |
| 9     | 24 сентября 1996 | 12 мая 1997     | 24      | #34             | 10.4                  |
| 10    | 1 октября 1997   | 18 мая 1998     | 22      | #69             | 7.8                   |
| 11    | 27 сентября 2018 | 20 декабря 2018 | 13      |                 |                       |